# 中国人民解放军军事科学院
40°00′21.09″N 116°15′19.68″E / 40.0058583°N 116.2554667°E
中国人民解放军军事科学院，位于北京市，是中华人民共和国、中国人民解放军军事科学研究机关，是中央军委直属单位。

## 沿革
1955年起，中央军委领导多次开会讨论成立军事科学研究专门机构。1956年9月，叶剑英向中央军委及毛泽东主席提出建立军事科学院的建议。该建议获中央军委和毛泽东批准。1956年12月3日，中央军委发布关于成立军事科学院筹备委员会的决定，确定叶剑英为主任，黄克诚、张宗逊为副主任，彭绍辉、甘泗淇、洪学智、余秋里等为委员。1957年4月22日，中央军委决定军事科学院以中国人民解放军训练总监部军事科学条令部为基础组建；1957年5月20日，军事科学院筹备委员会向中央军委建议：以中国人民解放军训练总监部军事科学条令部、中国人民解放军总参谋部作战部战争经验研究处一部分和中国人民解放军训练总监部出版部图书馆为基础，组成军事科学院。1957年7月，中央军委确定军事科学院的编制，设军事学术、军事史、军事技术3个学部以及办公室、学术秘书处、行政事务管理处、政治处、干部处、翻译处等部门，共316人。1957年10月24日，中华人民共和国国防部发布命令，正式确定军事科学院的全称为“中国人民解放军军事科学院”。1957年11月，中国人民解放军训练总监部军事科学条令部正式从训练总监部分出，成为军事科学院的组建基础。1958年1月25日，中华人民共和国国防部批准军事科学院的组织规程，规定军事科学院直接隶属中央军委和中华人民共和国国防部领导。
1958年3月15日，军事科学院在北京正式成立，直属中央军委，叶剑英任院长兼政治委员。建院初期，中央军委赋予军事科学院的职能为“计划指导全军军事科学研究的机关和全军军事学术研究机关”。1959年1月12日至1月28日，根据中央军委决定，由军事科学院在北京主持召开全军第一次军事科学研究工作会议，中华人民共和国国防部部长彭德怀、中国人民解放军总参谋长黄克诚到会讲话；此后分别在1961年、1991年、1996年、2001年、2006年、2011年召开了第二至第七次全军军事科学研究工作会议。1986年、1999年，中央军委通过文件明确军事科学院的职能任务是：“军事科学院是中央军委直接领导下的军事科学研究机关，是全军军事科学研究中心，是计划协调全军军事科学研究工作的机构，是军委、总部从军事理论高度指导国防建设、军队建设的助手。”2003年，中央军委明确军事科学院的职能任务是：“军事科学院是中央军委领导下的军事科学研究机关，是全军军事科学研究中心，是计划和协调全军军事科学研究工作的机构”。
毛泽东亲自决策成立军事科学院，选定了第一届领导班子，指示“要集中一批有丰富工作经验和战斗经验的同志，搞出一本自己的战斗条令来”。1978年3月15日，军事科学院建院20周年之际，邓小平视察并题词：“继承毛泽东军事思想，研究现代条件下人民战争，发展我国军事科学。”1983年5月，军事科学院开始编纂《中国军事百科全书》，邓小平为全书题写书名。1985年，在军事科学院与中共中央文献研究室共同编辑的《毛泽东军事文集》即将出版时，邓小平题写书名。1988年2月12日，军事科学院建院30周年前夕，邓小平应请求题写了院名。江泽民4次视察军事科学院，3次接见军事科学院党委常委及党委扩大会议、党代表大会全体人员，4次参加军事科学院组织的科研活动。1990年5月22日，江泽民为军事科学院题词“坚持马列主义、毛泽东思想，发展无产阶级军事科学，为国防建设和未来反侵略战争服务。”1991年1月，江泽民为中国军事科学学会的成立题词“以马列主义、毛泽东思想为指导，为发展具有中国特色的军事科学而奋斗。”江泽民还分别为军事科学院主办的《军事学术》、《国防》杂志题写刊名。胡锦涛3次视察军事科学院，5次对军事科学院的研究成果作出批示。2008年3月21日，军事科学院举行成立五十年庆祝活动，中共中央总书记、国家主席、中央军委主席胡锦涛在中共中央政治局委员、中央军委副主席郭伯雄、徐才厚及中央军委其他领导的陪同下出席祝贺。中共十八大以来，习近平多次对军事科学院研究成果作出批示。
2017年7月19日，新调整组建的军事科学院、国防大学、国防科技大学成立大会暨军队院校、科研机构、训练机构主要领导座谈会在北京八一大楼举行，中共中央总书记、国家主席、中央军委主席习近平向军事科学院、国防大学、国防科技大学授军旗、致训词，出席座谈会并发表讲话。习近平在训词中说，“军事科学院是全军军事科学研究的拳头力量。要适应军事科研工作新体制新要求，坚持军事理论和军事科技紧密结合，创新军事科研工作组织模式，推动开展协同创新，发展现代军事科学，努力建设世界一流军事科研机构。”原军事科学院为正大军区级，2017年新调整组建的中国人民解放军军事科学院降格为副战区级。2017年7月22日，新组建的军事科学院在厢红旗礼堂举行誓师大会，政委方向宣读了中央军委对军事科学院下属八个研究院的院长、政委、副院长的任职命令，并致词。

## 机构设置
军事科学院成立后，组织编制经多次调整，到1966年上半年，设有军事科学院办公室、政治部、院务部以及战争理论研究部（简称“战理部”，最初称战略研究部，部长叶剑英/粟裕）、战术研究部（部长彭绍辉/高锐）、战史研究部（部长钟期光）、外国军事研究部（部长宋时轮）等4个研究部，还有军事技术直观教研馆，共有研究人员500多人。文化大革命爆发后，军事科学院科研工作一度停顿。1969年11月，全院人员3/4被裁减，并撤销军事技术直观教研馆。1972年9月调整编制，各研究部下设研究处，院办公室下设秘书处、管理处、资料处、卫生处、政治处、杂志社。1978年中共十一届三中全会后，军事科学院恢复发展，全院工作人员1000多人，组织编制又经多次调整，设有计划指导部（后来改称计划组织部）、政治部、院务部和战略、战役战术、军制、军事历史、军事百科、外国军事等研究部，军队政治工作、毛泽东军事思想、军事运筹分析等研究所，还有军事学术杂志社、军事科学出版社、军事图书馆等单位。其中1978年下半年批准军事科学院成立军制研究部。在军事科学院历次调整中，1985年的调整较大。1993年后的编制设有：科研指导部、政治部、院务部和战略、战役战术、军制、军事历史、军事百科、外国军事等研究部，毛泽东军事思想、军事运筹分析等研究所，还有军事学术杂志社、军事科学出版社、军事图书资料馆等单位。2003年11月，军事科学院在裁军的背景下又对学科进行了大调整，撤并不少单位，成立了信息化作战理论研究室、军事历史研究所、军事思想研究所、台海问题研究中心等单位。2013年1月4日，军事科学院举行军事历史和百科研究部成立大会，该部成为军事科学院下辖的5个正军级学术研究部之一。全军哲学社会科学规划办公室设在中国人民解放军军事科学院，负责国家社科基金军事学项目的规划、申报、评审、管理、鉴定结项等工作的管理。
2017年改革前，军事科学院的主要内设机构有：科研指导部、政治部、院务部、战争理论和战略研究部、作战理论和条令研究部、军事历史和百科研究部、世界军事研究部、军队建设研究部等。
2017年改革后，军事科学院的主要内设机构有：
研究院
- 战争研究院
- 军队政治工作研究院
- 军事法制研究院
- 系统工程研究院
- 国防科技创新研究院
- 军事医学研究院
- 防化研究院
- 国防工程研究院[8][14]

研究生院
- 研究生院[15]

研究中心
- 评估论证研究中心[15]（2017年—2021年）
- 军事科学信息研究中心[15]

咨询中心
- 战略评估咨询中心[16]（2021年—）

## 历任领导
| 院长 1. 叶剑英 元帅（1957年11月—1972年10月） 2. 宋时轮 上将（1972年10月—1985年11月） 3. 郑文翰 中将（1985年11月—1990年4月） 4. 蒋顺学 中将（1990年4月—1992年10月） 5. 赵南起 上将（1992年10月—1995年7月） 6. 徐惠滋 上将（1995年7月—1997年11月） 7. 刘精松 上将（1997年11月—1999年1月） 8. 王祖训 上将（1999年1月—2001年7月） 9. 葛振峰 中将（2001年7月—2002年11月） 10. 张定发 海军中将（2002年11月—2003年6月） 11. 郑申侠 空军上将（2003年7月—2007年9月） 12. 刘成军 空军上将（2007年9月—2014年12月） 13. 高津 中将（2014年12月—2015年12月） 14. 蔡英挺 上将（2016年2月—2017年1月） 15. 郑和 中将（2017年1月—2017年6月） 16. 杨学军 上将（2017年6月—，2019年12月起按正战区职待遇） 副院长 - 宋时轮 上将（1957年11月—1958年12月，第一副院长；1958年12月—1972年10月） - 彭绍辉 上将（1957年11月—1963年9月） - 粟裕 大将（1958年12月—1972年10月） - 杨至成 上将（1958年5月—1963年9月） - 王树声 大将（1959年11月—1972年10月） - 阎揆要（1965年1月—1975年8月） - 贺光华（1970年14月—1979年5月） - 高体乾（1970年4月—1982年12月） - 郭化若（1973年12月—1982年12月） - 王蕴瑞（1973年12月—1975年8月） - 张翼翔（1975年4月—1985年11月） - 高锐（1975年8月—1988年2月） - 邓华（1977年8月—1980年7月） - 舒同（1978年5月—1982年12月） - 谭知耕（1978年11月—1985年11月） - 刘震（1980年1月—1985年11月） - 郑文翰（1982年12月—1985年11月） - 张献奎（1982年12月—1985年11月） - 徐芳春 中将（1985年11月—1990年4月，正大军区职） - 姜思毅 中将（1985年11月—1992年11月） - 糜振玉 中将（1985年11月—1994年12月） - 谭旌樵（1985年11月—1988年2月） - 蒋顺学 中将（1988年2月—1990年4月） - 宋文中 中将（1990年4月—1993年12月） - 李际均 中将（1992年12月—1997年11月） - 王祖训 中将（1993年12月—1999年1月） - 马凤桐 中将（1994年12月—1999年12月） - 戴怡芳 中将（1994年12月—2001年1月） - 李运之 中将（1997年11月—1999年12月） - 徐根初 中将（1998年8月—2006年12月） - 田书根 中将（1999年12月—2003年7月） - 葛振峰 中将（2000年12月—2001年7月） - 葛东升 中将（2002年1月—2006年12月） - 钱海皓 中将（2003年7月—2007年12月） - 刘继贤 中将（2006年12月—2011年12月） - 王兆海 海军中将（2007年12月—2009年6月） - 徐莉莉 海军中将（2009年6月—2015年7月） - 任海泉 中将（2011年12月—2013年12月） - 何雷 中将（2013年12月—2018年10月） - 秦天 少将（2015年7月—2015年12月） - 史鲁泽 少将（2017年1月—2017年7月） - 曲爱国 少将（2017年7月—） - 贺福初 少将（2017年7月—2019年7月） - 皮明勇 少将（2017年7月—） - 梅宏 （2019年7月—，文职副部级） - 邓小刚 少将（2019年12月—） | 政治委员 1. 叶剑英 元帅（1957年11月—1972年10月，院长兼） 2. 粟裕（1972年11月—1982年12月，第一政治委员） 王树声（1972年11月—1974年1月，第二政治委员） 刘志坚（1975年3月—8月，第二政治委员） 萧华（1975年8月—1977年4月，第二政治委员） 袁升平（1978年12月—1980年1月，第二政治委员） 王新亭（1972年11月—1975年8月，政治委员） 廖汉生（1973年12月—1975年2月，政治委员） 3. 梁必业（1982年12月—1985年11月） 4. 王诚汉 上将（1985年11月—1990年4月） 5. 杨永斌 空军中将（1990年4月—1992年10月） 6. 张序三 海军中将（1992年10月—1993年12月） 7. 张工 上将（1993年12月—2000年6月） 8. 温宗仁 上将（2000年6月—2005年12月） 9. 刘源 上将（2005年12月—2010年12月） 10. 孙思敬 上将（2010年12月—2014年12月） 11. 许耀元 武警上将（2014年12月—2017年1月） 12. 方向 中将（2017年6月—2020年12月） 13. 白吕 中将（2020年12月—2023年6月） 14. 凌焕新 上将（2023年6月—） 副政治委员 - 王新亭 上将（1958年11月—1963年9月） - 钟期光 上将（1960年12月—1968年6月隔离审查） - 向仲华 中将（1965年6月—1972年4月） - 彭富九（1970年3月—1973年12月） - 韩双亭（1970年4月—1985年11月） - 相炜（1979年6月—1985年11月） - 李硕 中将（1992年11月—1993年12月） - 张超 中将（1992年11月—1994年12月） - 王茂润 中将（1994年12月—1995年7月） - 康成元 海军中将（1996年1月—1997年11月） - 冯延龄 中将（1998年—2002年1月） - 冯永生 空军中将（2002年1月—2005年12月） - 程宝山 中将（2003年1月—2004年12月） - 年福纯 中将（2004年12月—2009年12月） - 王森泰 中将（2009年12月—2012年12月） - 郎友良 中将（2012年12月—2015年7月） - 吴志铭 中将（2013年6月—2020年4月） - 侯贺华 中将（2015年7月—2016年2月） - 高东璐 中将（2016年—2017年7月） - 王卫星 少将（2017年7月—） - 王小鸣 中将（2020年4月-） 顾问 - 王新亭（1975年8月30日—1983年4月） - 阎揆要（1975年8月30日—？） - 王蕴瑞（1975年8月30日—1983年4月） - 陈漫远（1976年2月—1977年） - 钟期光（1977年—？） - 王智涛（？—？） - 叶楚屏（？—？） - 吉合（？—？） - 余光文（1979年2月—1983年4月） - 石一宸（？—？） |

| 办公室秘书长 - 阎揆要 中将（1960年11月20日—？，1965年1月起为副院长兼） - 王蕴瑞（1973年12月—1975年8月） …… 办公室主任 - 郑文翰（？—1982年） …… - 刘全喜（？—？） - 李德义（1998年6月—？） …… - 曾凡祥（？—？） - 袁志明（？—2014年） - 宋庆生（？—2016年） - 袁志明 少将（2017年7月—） | 学术部主任 - 李夫克 少将（1958年—？） 计划指导部部长、计划组织部部长 - 宋时轮 上将（1958年5月—12月，第一副院长兼计划指导部部长） …… - 王时春 少将（？—？，计划指导部部长） …… - 蒋顺学（1986年—1988年2月，计划指导部部长、计划组织部部长） - 杨毅 少将（1988年5月—1990年4月，计划组织部部长） - 方大愚 少将（1990年4月—？，计划组织部部长） 科研指导部部长 - 戴怡芳 少将（？—1994年） - 王振西 少将（1994年—？） - 钱海皓 少将（？—2003年7月） - 曾庆洋 少将（2003年12月—2005年） - 刘继贤 少将（2005年—2006年12月） - 黄星 少将（2006年12月—2009年） - 任连生 少将（2010年—2011年） - 何雷 少将（2011年—2013年7月） - 皮明勇 少将（2013年—2017年7月） 科研部部长 - 常伟 少将（2017年7月—） |

| 政治部主任 - 王新亭 上将（1961年3月—1963年9月，副政治委员兼） - 钟期光 上将（1963年9月—10月，副政治委员兼） - 孙克骥 少将（1964年11月—1971年4月） - 韩双亭（1971年4月—1976年2月，副政治委员兼） - 相炜（1976年2月—1979年6月） - 高德西（1979年8月—1983年4月） - 宋乃耕（1983年4月—1985年11月） - 殷学润 少将（1986年4月—1990年6月） - 李文瑞 少将（1990年6月—1992年10月） - 康成元 海军少将（1994年10月—1996年1月） - 赵长山 少将（1996年1月—2000年7月） - 刘全喜 少将（2000年7月—2004年10月） - 王兆海 海军少将（2004年10月—2007年12月） - 张东辉 少将（2007年12月—2010年5月） - 陈金泉 少将（2010年5月—2014年） - 曹效生 少将（2014年—2017年） 政治工作部主任 - 王贵胜 大校（2017年7月—2020年7月） - 周晶炯 少将（2021年10月—） | 院务部部长 - 杨至成 上将（1958年5月—1962年，副院长兼） - 余光文 少将（1962年3月—1964年5月） …… - 鲁智 少将（1988年—1992年11月） - 杨存仁 少将（1992年—1997年） - 刘全喜 少将（1997年10月—2000年7月） - 聂和兴 少将（2000年—2006年） - 李安恭 少将（2006年—2009年） - 陈奇 少将（2009年—2014年） - 袁志明 少将（2014年—2017年7月） 管理保障部部长 - 陈奇 少将（2017年7月—） |

| （1969年撤销） 军事技术直观教研馆主任 - 贺光华 少将（1963年3月—1965年8月） - 胡秉权 少将（1965年8月—1969年） - 韩双亭（1963年3月—1969年，副政治委员、副主任） 军事技术直观教研馆政治委员 - 贺光华（1965年8月—1969年） - 韩双亭（1963年3月—1969年，副政治委员、副主任） - 狄克东（1965年—1969年，副政治委员） | 监察委员会书记 - 钟期光 上将（1963年11月12日—1968年6月隔离审查，副政治委员兼监察委员会书记） 纪律检查委员会书记 - 宋乃耕（1983年4月—1985年11月，政治部主任兼） - 殷学润 少将（1986年4月—1990年6月，政治部主任兼） - 李硕 中将（1990年—1993年，1992年起为副政治委员兼） - 张超 中将（1993年—1994年，副政治委员兼） - 王茂润 中将（1994年12月—1995年7月，副政治委员兼） - 康成元 海军中将（1996年1月—1997年11月，副政治委员兼） - 冯延龄 中将（1997年11月—2002年1月，副政治委员兼） - 冯永生 空军中将（2002年1月—2005年12月，副政治委员兼） - 年福纯 中将（2005年12月—2009年12月，副政治委员兼） - 王森泰 中将（2009年12月—2012年12月，副政治委员兼） - 郎友良 中将（2012年12月—2015年7月，副政治委员兼） - 侯贺华 中将（2015年7月—2016年2月，副政治委员兼） - 高东璐 中将（2016年—2017年，副政治委员兼） - 王卫星 少将（2017年—，副政治委员兼） |